# 超精细结构
超精细结构是指导致原子、分子和离子的能级造成细微变化和分裂的一系列效应。这个名字来源于“精细结构”，这是指由于电子自旋和轨道角动量产生的磁矩之间的相互作用所产生的。而超精细结构造成的能级变化和分裂更为微小，并且是由原子核内部的电磁场所产生的。

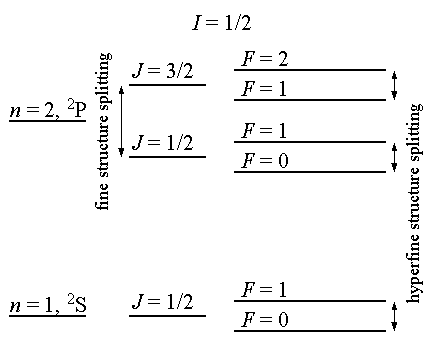
氢的精细结构和超精细结构示意图